# Columbus Monument
El Columbus Monument (" Monument a Cristòfor Colom ") és una columna commemorativa 23 metres d'alçada, instal·lada al centre de Columbus Circle a Manhattan, Nova York. El monument va ser creat per l'escultor italià Gaetano Russo.

## Descripció
El monument consisteix en una estàtua de marbre 4,6 mètres de Cristòfor Colom sobre una columna rostral de granit 8,4 mètres, tot sobre un sòcol de granit de quatre graons. La columna està decorada amb relleus de bronze que representen les naus de Colom : la Niña, la Pinta i la Santa Maria estilitzades com a galeres romanes en comptes de caravel·les. El seu pedestal presenta un àngel que sosté un globus terraqüi

## Història
El monument era un dels tres planificats en el marc de la commemoració de la ciutat el 1892 del 400è aniversari del desembarcament de Cristòfor Colom a les Amèriques. Originalment, el monument s'havia d'ubicar a Bowling Green o en un altre lloc del Baix Manhattan. Quan el pla de Russo es va decidir el 1890, una comissió d'empresaris italians als Estats Units havia aportat 12.000 $ dels 20.000 $ necessaris per construir l'estàtua. L'estàtua va ser construïda amb fons recaptats per Il Progresso, un diari en italià amb seu a Nova York
Russo va crear parts de la Columna de Colom al seu estudi de Roma i en altres tallers a Itàlia;  els elements de bronze van ser fosos a la foneria Nelli La columna completada va ser enviada als Estats Units el setembre 1892, per ser col·locada al " Circle al carrer cinquanta-novè i a la vuitena avinguda". Un cop l'estàtua va arribar a Manhattan, va ser ràpidament transportada al Circle. El monument va ser inaugurat oficialment en una cerimònia el 13 d'octubre de 1892, com a part de les celebracions 400è aniversari.
Durant la construcció de la línia de metro de la vuitena avinguda sota el Circle a finals de la dècada de 1920 i principis de la dècada de 1930, l'estàtua de Cristòfor Colom es va recolzar amb suports temporals Malgrat això, l'estàtua es va traslladar a dues polzades al nord de la seva posició original, reparada i netejada el 1934. El monument va rebre algunes modificacions el 1992 per commemorar el 500è aniversari del viatge de Colom i, al seu torn, el 100è aniversari del monument
El 20 setembre 2018, per decisió unànime, la Junta de Preservació Històrica de l'Estat de Nova York va votar per incloure el monument al Registre Històric de l'Estat i nomenar-lo per al Registre Nacional de Llocs Històrics (NRHP), a causa de la seva importància. Dos mesos més tard, el Servei de Parcs Nacionals va afegir el monument al NRHP.

## Controvèrsia
Després dels esdeveniments que van entorn de la mort de George Floyd per part de la policia el 25 de maig de 2020, algunes organitzacions van demanar la retirada de l'estàtua. Una petició en aquest sentit va ser rebutjada per l'alcalde Bill de Blasio, que va reafirmar el seu desig de mantenir l'estàtua al seu emplaçament.